# Corsair Bight
Die Corsair Bight (englisch für polnisch Zatoka Korsarza ‚Freibeuterbucht‘) ist eine Bucht an der Nordküste von King George Island im Archipel der Südlichen Shetlandinseln. Sie liegt zwischen dem False Round Point und dem Pottinger Point an der Drakestraße.
Polnische Wissenschaftler benannten sie 1984 nach dem englischen Freibeuter Francis Drake (≈1540–1596), der auch Namensgeber für die Drakestraße ist.